# Mangfoldighed (matematik)
 For alternative betydninger, se Manifold.
I matematik, eller mere præcist i differentialgeometri og topologi, er en mangfoldighed (eng. manifold) et matematisk rum, der på en lille nok skala ligner euklidisk rum af en bestemt dimension, der kaldes mangfoldighedens dimension.
Eksempler på et-dimensionale mangfoldigheder er en linje og en cirkel, og eksempler på mangfoldigheder af dimension to er en plan og en sfære (overfladen af en kugle). Formelt er en n-dimensional topologisk mangfoldighed et rum, hvor hvert punkt har en omegn, der er homøomorf til en åben mængde i Rn. En mangfoldighed kaldes også for en varietet.
Selvom mangfoldigheder ligner euklidisk rum nær ethvert punkt ("lokalt"), kan en mangfoldigheds globale struktur være mere kompliceret. For eksempel er ethvert punkt på den to-dimensionale kugleoverflade omgivet af et område, der kan trykkes sammen til en delmængde af planen, som på et geografisk kort, men som helhed ligner kugleoverfladen ikke planen: I topologiens sprog er de to rum ikke homøomorfe, selvom de ganske vist er det lokalt. Strukturen på en mangfoldighed beskrives ved en samling af kort, der danner et atlas analogt til et atlas, der består af en samling (lokale – plane) kort over Jordens (sfæriske / krumme kugle-) overflade.
Mangfoldighedsbegrebet er centralt i mange dele af geometri og moderne matematisk fysik, fordi det tillader mere komplicerede strukturer at blive udtrykt og forstået ved hjælp af simplere rum, der vil være mere velkendte. For eksempel vil en mangfoldighed oftest udstyres med en glat struktur, der gør det muligt at lave differentialregning på rummet, og med en riemannsk metrik, der gør det muligt at give mening til begreber som afstand og vinkel. Andre eksempler på mangfoldigheder med yderligere stukturer omfatter symplektiske mangfoldigheder, der fungerer som faserum i Hamiltonformalismen i klassisk mekanik, mens fire-dimensionale Lorentzmangfoldigheder modellerer rumtiden i generel relativitetsteori.

## Matematisk definition
Der er mange forskellige typer mangfoldigheder og generaliseringer heraf. I geometri og topologi er alle mangfoldigheder topologiske mangfoldigheder, der eventuelt kan være udstyret med yderligere struktur; f.eks. en glat struktur. 
En topologisk mangfoldighed er et andentælleligt Hausdorffrum, der er lokalt homøomorft til euklidisk rum.
Andentællelighed og Hausdorff-betingelsen er punktmængde-betingelser: Andentællelighed udelukker rum som den lange linje, der i en vis forstand er "for store", mens Hausdorff-betingelsen udelukker rum som "linjen med to nulpunkter".
At rummet er lokalt homøomorft til euklidisk rum betyder, at ethvert punkt på mangfoldigheden har en omegn, der er homøomorf til en åben mængde i euklidisk rum Rn. Dette n bliver herved entydigt bestemt og kaldes dimensionen af mangfoldigheden, der også kaldes en n-mangfoldighed. Nogle forfattere tillader dog også, at forskellige punkter har omegne, der er homøomorfe med åbne mængder i euklidisk rum af forskellig dimension. Dette vil f.eks. være tilfældet for den disjunkte forening af en sfære og en linje; hver sammenhængskomponent vil imidlertid have en fast dimension.
Skemateoretisk er en mangfoldighed et lokalt beringet rum, hvis strukturknippe er lokalt isomorft til knippet af kontinuerte (eller differentiable, holomorfe osv.) funktioner på euklidisk rum. Denne definition benyttes primært til beskrivelsen af analytiske mangfoldigheder i algebraisk geometri.
Mangfoldighedsbegrebet benyttes af og til i en mere generel kontekst. Den mest generelle definition på en mangfoldighed i almen brug er et topologisk rum lokalt homøomorft til et topologisk vektorrum over de reelle tal. Denne definition udelader punktmængdeaksiomerne og tillader højere kardinaliteter samt rum, der ikke er Hausdorff. Ydermere er der intet krav om, at mangfoldighedens dimension er endelig, og man ledes til at betragte strukturer som på Hilbertmangfoldigheder, der modelleres på Hilbertrum, Banachmangfoldigheder, der modelleres på Banachrum og Fréchetmangfoldigheder, der modelleres på Fréchetrum.